# Nazaré Paulista
Nazaré Paulista este un oraș în São Paulo (SP), Brazilia.